# 木原章六
木原 章六（きはら しょうろく、嘉永元年2月17日（1848年3月21日） - 1889年（明治22年）9月30日）は明治時代の日本の裁判官。諱は祐之。従五位勲六等。旧広島藩士。兵庫裁判所検事、東京控訴裁判所検事、宮城控訴裁判所検事長、大阪控訴裁判所検事、函館控訴裁判所判事、東京重罪裁判所長、東京控訴院評定官等を歴任。

## 生涯

### 修学
嘉永元年（1848年）2月17日、安芸国安芸郡広島城下高橋町に広島藩儒木原桑宅の次男として生まれた。文久4年（1864年）1月藩学問所（現修道中学校・修道高等学校）句読師となり、慶応2年（1866年）冬藩命により岡山興譲館に留学、阪谷朗廬の下で学んだ。
明治2年（1869年）頃、京都留学中京都府庁に漢字廃止論を建白し、大参事松田道之に学識を認められ、明治3年（1870年）9月権大属准席に取り立てられた。明治4年（1871年）4月退職し、帰藩して学問所助教を務めた。
明治4年（1871年）末東京に出て、修正した建白書をもって文部卿大木喬任に掛け合うと、明治5年（1872年）5月25日文部省十四等出仕に命じられた。仕官は本意でなく、すぐに辞職しようとしたが、河野敏鎌に中国律の知識を見込まれ、司法省に推挙された

### 司法省出仕
明治5年（1877年）6月20日十二等出仕、8月19日少解部、1873年（明治6年）2月23日権中解部、6月7日権大解部となり、11月27日兵庫裁判所勤務。1875年（明治8年）3月13日大解部、5月4日一級判事補、5月10日七等判事となり、5月12日長崎上等裁判所に勤務した。9月25日白川県、鹿児島県を巡回、1876年（明治9年）9月27日熊本裁判所に転じた。1877年（明治10年）の西南戦争では、国事犯を裁くため長崎臨時裁判所に勤務した。

### 帰郷
1877年（明治10年）6月28日廃官の後、11月29日帰郷して広島県御用掛となった。処分に不服だったとも、臨時裁判所での過労のため眼病に罹ったともいう。広島では警察庁での講義や秩禄処分に遭った士族の救済に当たった。
1878年（明治11年）3月第一大区五小区六丁目元嶺雲院水楼に法律相談所講法館を開設、9月大手筋二丁目507番地に移設、1879年（明治12年）10月下中町に法律学校講法館を開校したが、1880年（明治13年）中には廃校となった。

### 復官
1881年（明治14年）初上京し、父桑宅と同門の大審院長玉乃世履により検事に推薦、当初俸給の面で揉めたものの、同郷の検事藤井高之の取り成し等により、1月24日検事となり兵庫裁判所に勤務、10月24日東京控訴裁判所を経て、1883年（明治16年）11月15日宮城控訴裁判所検事長。1884年（明治17年）3月21日大阪控訴裁判所を経て、12月19日函館控訴裁判所判事に転じ、1885年（明治18年）4月9日第二期函館重罪裁判陪席、11月27日第四期同職。
1886年（明治19年）5月4日裁判所官制が定められると、5月10日控訴院評定官となり、7月13日東京控訴院に勤務、1887年（明治20年）4月1日第二期東京重罪裁判長を務めた。
1888年（明治21年）12月16日、決議の状況を訴訟関係者に漏洩したとして3ヶ月の罰俸を受けた。12月25日検事。
1889年（明治22年）8月長崎控訴院勤務中、胸水腫のため広島に帰郷、9月30日死去したが、叙位叙勲の都合で10月5日没と公称された。10月16日比治山町広寂寺で葬儀が行われた。

## 栄典
- 1875年（明治8年）9月20日 正七位[1]
- 1884年（明治17年）2月21日 従六位[1]
- 1887年（明治20年）3月25日 正六位[1]
- 1889年（明治22年）10月3日 従五位[7]、勲六等瑞宝章[8]